# 艾隆馬斯克
艾隆馬斯克（英文：Iron Mask）是一個位於加拿大英屬哥倫比亞省湯普森-尼古拉地區甘露市西南側的一個鄰里社區。範圍內主要為工業區和自然區，內有西艾隆馬斯克工業發展准許地區（Iron Mask West Industrial Development Permit Area）並且在持續發展。連通社區的主要道路為市幹道之甄湖路（Lac le Jeune Rd.）。境內的艾隆馬斯克-派恩維尤山區步道也有許多步道提供健行和越野自行車活動，並在艾隆馬斯克地區也有數個入口。

## 資料來源
1. ↑  https://www.kamloops.ca/sites/default/files/docs/homes-businesses/dpa-ironmaskwestindustrial.pdf
2. ↑  .   [2022-07-07]. （原始内容存档于2021-11-18）.
3. ↑  .   [2022-07-07]. （原始内容存档于2022-02-18）.
4. ↑  .   [2022-07-07]. （原始内容存档于2021-09-26）.